# Herb Nowej Soli
Herb Nowej Soli – jeden z symboli miasta Nowa Sól w postaci herbu.

## Wygląd i symbolika
Herb na tarczy herbowej koloru żółtego (złotego) przedstawia czarnego orła piastowskiego z białą przepaską na piersiach. Poniżej czarna łódź z flisakiem na błękitnej wodzie, zwrócona w lewą stronę przewożąca beczki z solą.
- orzeł symbolizuje odwoływanie się do piastowskich tradycji Śląska
- łódź przewożąca beczki soli nawiązuje do tradycji warzelnictwa w mieście przed wojną trzydziestoletnią jak i flisactwa
- błękitna woda symbolizuje rzekę Odrę, nad którą miasto jest położone